# 텔레키 팔

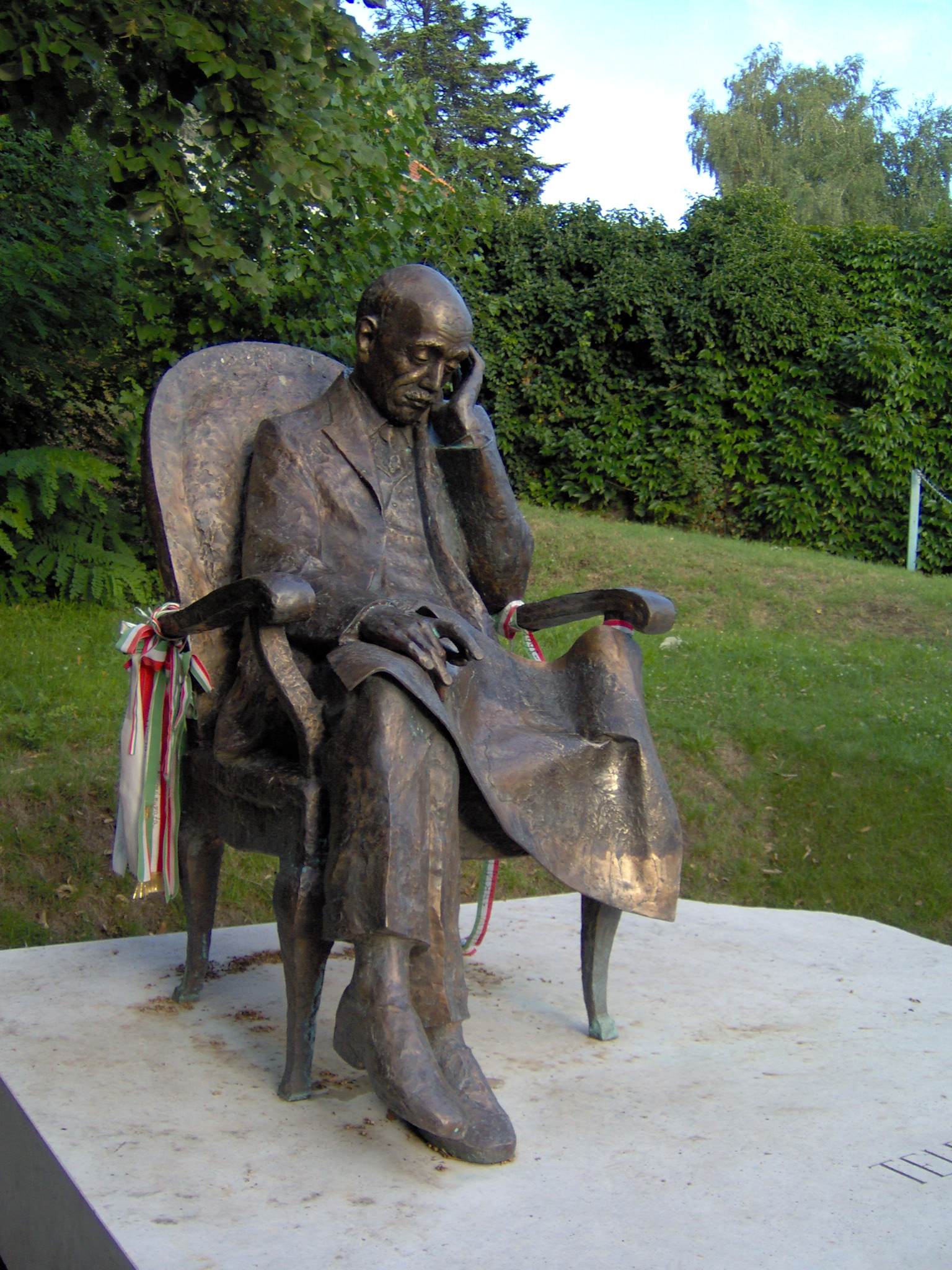
텔레키 팔의 동상

텔레키 팔(Teleki Pal, 1879년 11월 1일 ~ 1941년 4월 3일)은 헝가리의 정치가이다. 1920년과 1939년 두 차례 수상을 지냈으며, 지리학자인 동시에, 헝가리 과학 아카데미의 일원이다. 또한, 스카우트 운동의 주요 지도자이기도 하다.
그의 동상은 현재 헝가리의 수도인 부다페스트에 세워져 있지만, 나치에 대한 태도 때문에 그에 대한 논쟁은 아직도 계속되고 있다.
1939년 2번째로 수상이 되었을 때 그는 나치에 협력하는 대신 1차 대전 때 상실한 영토를 회복하고, 2차 대전의 포화를 모면하는 동시에 실질적인 독립도 얻어내려 했다.
하지만 독일은 텔레키에게 유고슬라비아 침략에 협조할 것을 요구했고, 이는 텔레키의 정책에 정반대되는 방향이었다. 유고슬라비아와 유대 관계를 맺은 문제도 있고, 연합국 측의 압력도 계속되자 1941년 4월 3일 권총자살했다.